# Hoeilaart
Hoeilaart é um município da Bélgica localizado no distrito de Halle-Vilvoorde, província de Brabante Flamengo, região da Flandres.